# 小行星9323
小行星9323（9323 Hirohisasato）是一颗围绕太阳公转的小行星。1989年2月11日，關勉在藝西天文台发现了此天体。
該小行星以日本天文學家佐藤裕久命名。
这颗小行星的绝对星等为359.28505等。